# Gompa di Merigar West

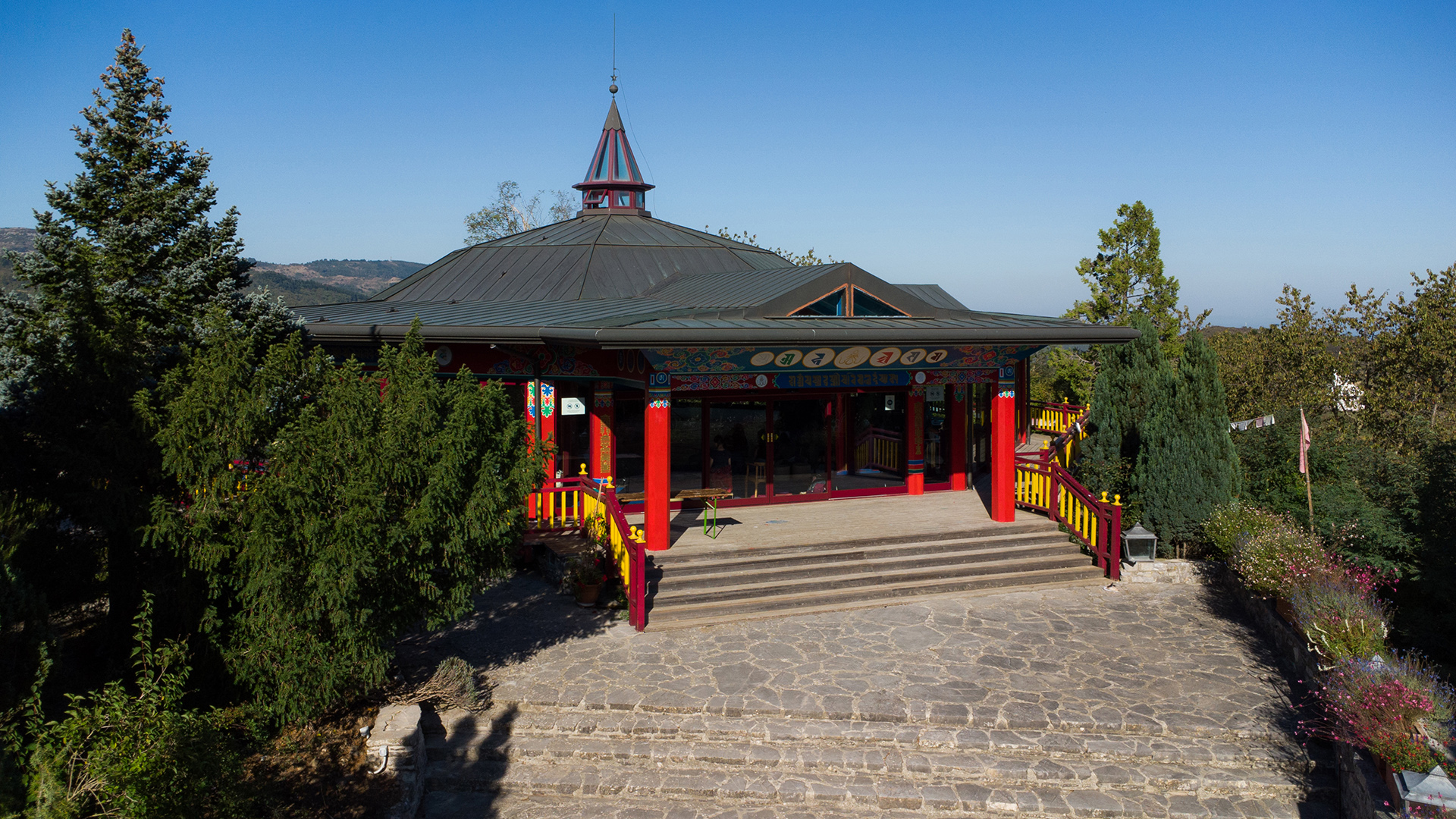
Il Gönpa di Merigar West

Il Gönpa di Merigar West è un gönpa tibetano situato nel territorio comunale di Arcidosso (GR), alle pendici del Monte Labbro, su un poggio sovrastante il villaggio della Zancona, nel centro di Merigar West, gar della comunità Dzog-chen fondato da Namkhai Norbu nel 1981.
Il gönpa, chiamato Tempio della grande contemplazione (in tibetano འདུས་ཁང་ཏིང་ངེ་འཛིན་ཆེན་མོ་), è stato ideato da Chögyal Namkhai Norbu e inaugurato nel 1990 alla presenza di Tenzin Gyatso, XIV Dalai Lama. Presenta una forma ottagonale. Al suo interno sono conservate numerose tradizionali pitture tibetane, e sono da ricordare i dipinti del Rinpoche Drugu Choegyal.